# CHIEF
CHIEF was een Vlaams tijdschrift over computerspellen en digitale lifestyle. Het blad verscheen een keer per maand. Met de slogan “Iedereen gamer” mikte het blad op een breed doelpubliek van 15 tot 45-jarigen; zowel hen die zo nu en dan bezig zijn met gaming, als game-fanaten.
CHIEF was een zusterblad van P-Magazine en werd uitgegeven door De Vrije Pers, een onderdeel van het beursgenoteerde THINK MEDIA N.V.

## Geschiedenis
Het blad ging van start in september 2007 en verscheen twaalf keer per jaar. Eind 2012 werd hoofdredacteur Bart Cop vervangen door Reinout Vangeel, die daarvoor reeds als eindredacteur actief was. De CHIEF-redactie bestond onder andere uit ex-Gunk medewerkers Raf Picavet, Roel Damiaans en Rudy Maes. Andere kernmedewerkers waren Maxim Vandendaele, Simon Zijlemans, Dimitri Dewever, ex-Shizzle Games-blogger Karsten Fouquaet en Jonathan Van de Velde (nu werkzaam bij FACTS). Verantwoordelijke uitgever van CHIEF was Maurice De Velder. 
Vanaf nummer 081 (juli 2014) was Chief enkel nog als digitaal magazine te verkrijgen op tablets.

## Vaste rubrieken
- Filter: Allerlei nieuws over de wereld der videogames, deskundig geduid, met een knipoog.
- Horizon: Een korte blik op games die uitkomen in de verre toekomst.
- Coverstory: Een zes pagina tellende preview van een opkomende grote titel.
- Atlas: Gamefeiten aan de hand van een wereldkaart.
- Previews: Besprekingen van opkomende en toekomstige titels.
- Artcore: Gasttekening rond videogames, telkens getekend door een andere bekende kunstenaar.
- Ken je klassiekers: Top-10 games van een bepaald genre.
- Thing Tank: Hardware, gadgets en digitale lifestyle.
- Gameking: Column van het Nederlandse Gamekings- en ex-Power Unlimited-gezicht Boris van de Ven.
- Reviews: Recensies van recente games.
- Ook nog uit: Korte recensies van recente games.
- Dossier: Uitgebreid dossier over een bepaald game-gerelateerd onderwerp.
- Pro Gamer: e-sportsrubriek met doorgaans een interview met een internationale professionele gamer.
- Gamesnacks: Korte besprekingen van downloadbare arcadespellen
- Indie Games: Rubriek rond games van onafhankelijke ontwikkelaars.
- 100 minuten Agnew: Column van stand-upcomedian Alex Agnew.
- Trailer Park: Ontleding van een nieuwe en opvallende teaser trailer.
- Hands Up!: Recensies van games voor draagbare spelsystemen.
- Mijn gameleven: Een bekende Vlaming of Nederlander out zich als gamer.
- Just kidding: Een kritische blik op games voor kinderen door gamend gezinshoofd GameDaddy.
- Round-up: Knipgids met de beste games van het moment, inclusief 10% kortingbon.
- Droomgame: Fictieve droomgame uit drie bestaande topgames gecompileerd.
- Chiefbrief: Lezersbrieven.
- Chart Vader: Overzicht van de best verkopende games in binnen- en buitenland.

## Trivia
- CHIEF was partner en sponsor van het Belgisch/Nederlandse eSports-team Tek-9.